# Frank Høj
Frank Høj (Holte, 4 de gener de 1973) és un ciclista danès, professional des del 1995 fins al 2010.
Ha aconseguit notables resultats en els Jocs Olímpics, aconseguint dos diplomes olímpics en la prova de ruta: va ser sisè a Sydney 2000 i vuitè a Atenes 2004.

## Palmarès
- 1993
  - Vencedor d'una etapa de la Milk Race
- 1994
  - 1r a la Zellik-Galmaarden
  - Vencedor d'una etapa del Circuit Franco-belga
- 1995
  - Vencedor d'una etapa de la Volta a Eslovènia
  - Vencedor d'una etapa del Tour de l'Avenir
- 1997
  - 1r al Grote Prijs Stad Zottegem
  - 1r a la Scandinavian Open Road Race
  - Vencedor d'una etapa del Boland Bank Tour
- 1998
  -  Campió de Dinamarca en ruta
  - 1r a la Veenendaal-Veenendaal
  - 1r al Circuit Franco-belga
  - 1r a l'Omloop van het Waasland
  - 1r al Gran Premi del 1r de maig - Premi d'honor Vic de Bruyne
- 2000
  - 1r a Le Samyn
- 2003
  - 1r al Gran Premi Herning
- 2004
  - 1r al Gran Premi Herning
- 2005
  - Vencedor d'una etapa del Circuit Franco-belga

### Resultats al Tour de França
- 2000. 100è de la classificació general

### Resultats al Giro d'Itàlia
- 2002. 107è de la classificació general
- 2003. Abandona
- 2005. 152è de la classificació general

### Resultats a la Volta a Espanya
- 1999. 97è de la classificació general
- 2001. 128è de la classificació general
- 2004. 112è de la classificació general